# Warchalowskianus
Warchalowskianus là một chi bọ cánh cứng trong họ 
Elateridae.
Chi này được miêu tả khoa học năm 2007 bởi Schimmel, Platia & Tarnawski.

## Các loài
Các loài trong chi này gồm:
- Warchalowskianus laoticus Schimmel, Platia & Tarnawski, 2007
- Warchalowskianus religiosus (Candèze, 1889)
- Warchalowskianus rubriventris Schimmel, Platia & Tarnawski, 2007
- Warchalowskianus vietnamensis Schimmel, Platia & Tarnawski, 2007
- Warchalowskianus villosus Schimmel, Platia & Tarnawski, 2007